# 2006年J2第51節・最終節
2006年J2第51節・最終節（2006ねんJ2だい51せつ・さいしゅうせつ）とは、2006年（平成18年）11月26日に行われた日本プロサッカーリーグ（Jリーグ）ディビジョン2 (J2) 第51節、並びに同年12月2日に行われたJリーグ ディビジョン2第52節（最終節）の試合のことを指す。本項では特に、第50節終了時点で優勝・J1自動昇格の可能性があった横浜FC・柏レイソル・ヴィッセル神戸の試合を記す。
なお、正式にはJ1昇格には2位以内確定後にJリーグ理事会での承認が必要になるが、2013年シーズンまでJ1昇格にあたって理事会での承認が得られなかったケースが存在しないため、便宜上「J2での2位以内確定」をもって「J1自動昇格」と記すことにする。

## 第50節までの経緯
2006年のJ2は初めてJ1から3チーム（柏レイソル・東京ヴェルディ1969・ヴィッセル神戸）が降格してきた。この3チームに前年から引き続きJ2に所属する9チーム、それに日本フットボールリーグから昇格した愛媛FCを加えた、13チームで4回総当りのリーグ戦（48試合・全52節）を戦った（チーム数が奇数のため、1クール（13節）の中で各チームとも試合がない節が1節ずつある）。J1への昇格争いは、J2降格によって主力の大半が抜けたものの、その分有力な新戦力を大量補強した降格組の3チーム、新監督にブラジルの名将・ジョエル・サンタナを迎え、さらにブラジルの3選手を補強し、元々厚かった選手層がさらに強みを増したベガルタ仙台、若手育成と攻撃的戦術で知られる柳下正明を監督に迎えて3年目となり、チームの熟練度の高さが期待されたコンサドーレ札幌の5チームが中心になると見られていた（愛媛監督の望月一仁はこの5チームを「ビッグ5」と称している）。
第1クールは柏が3連敗もあったがそれ以外はほぼ完璧な試合を見せ、第2節から首位を快走する。これを前評判通りの個々の強さを見せた仙台が追う展開となった。その一方で神戸と札幌が出遅れた。また、第1節で監督が足達勇輔から高木琢也に交代した横浜FCが、高木の守備的な戦術が功を奏して第2節以降負けなしで順位を上げてきていた。
第1クール終了時の上位順位
| 順位 | チーム             | 試合 | 勝点 | 勝利 | 引分 | 敗戦 | 得失点差 | 得点 | 失点 |
| ---- | ------------------ | ---- | ---- | ---- | ---- | ---- | -------- | ---- | ---- |
| 1    | 柏レイソル         | 12   | 25   | 8    | 1    | 3    | +10      | 20   | 10   |
| 2    | ベガルタ仙台       | 12   | 24   | 7    | 3    | 2    | +17      | 22   | 5    |
| 3    | 横浜FC             | 11   | 22   | 6    | 4    | 1    | +8       | 11   | 3    |
| 4    | 東京ヴェルディ1969 | 11   | 21   | 7    | 0    | 4    | +2       | 19   | 17   |
| 5    | 湘南ベルマーレ     | 12   | 18   | 5    | 3    | 4    | -2       | 15   | 17   |
| 6    | コンサドーレ札幌   | 12   | 17   | 5    | 2    | 5    | +3       | 14   | 11   |

※なお、東京Vと横浜FCは東京VがAFCチャンピオンズリーグに出場していた関係で1試合未消化。
第2クールでは札幌は第1クールから続いた10試合勝ちなし、東京Vは2度の3連敗が響いて昇格争いから大きく後退してしまう（以後、札幌・東京Vはモンテディオ山形・サガン鳥栖との中位争いを余儀なくされた）。一方で上位の柏や仙台も下位への取りこぼしが見られ、それほど勝ち点を伸ばしたわけではなかった。また、出遅れていた神戸が監督のスチュワート・バクスターの戦術が浸透してきて順位を上げてきた。前年まで下位に低迷し、序盤の快進撃もフロックと見る向きが多かった横浜FCは第2クールでも安定した守備を続け、昇格争いに本格的に参戦してきた。
第2クール終了時の上位順位
| 順位 | チーム           | 試合 | 勝点 | 勝利 | 引分 | 敗戦 | 得失点差 | 得点 | 失点 |
| ---- | ---------------- | ---- | ---- | ---- | ---- | ---- | -------- | ---- | ---- |
| 1    | 柏レイソル       | 24   | 49   | 15   | 4    | 5    | +15      | 39   | 24   |
| 2    | 横浜FC           | 24   | 44   | 12   | 8    | 4    | +14      | 23   | 9    |
| 3    | ベガルタ仙台     | 24   | 43   | 12   | 7    | 5    | +24      | 41   | 17   |
| 4    | ヴィッセル神戸   | 24   | 41   | 12   | 5    | 7    | +15      | 38   | 23   |
| 5    | コンサドーレ札幌 | 24   | 35   | 10   | 5    | 9    | +5       | 39   | 34   |
| 6    | モンテディオ山形 | 24   | 34   | 9    | 7    | 8    | +4       | 36   | 32   |

第3クールでは個人技頼みの戦術が研究されてきた仙台が失速。それまで快調に首位を走ってきた柏も疲れからかやや負けが目立ち始める。そして第3クール最後の第39節でついに神戸に首位を明け渡してしまう。とはいえ神戸と柏は同勝ち点、横浜FCとの差もわずか勝ち点1と、昇格争いは大混戦となった。一方、これも混戦の中位争いでは鳥栖が頭一つ抜け出していた。
第3クール終了時の上位順位
| 順位 | チーム           | 試合 | 勝点 | 勝利 | 引分 | 敗戦 | 得失点差 | 得点 | 失点 |
| ---- | ---------------- | ---- | ---- | ---- | ---- | ---- | -------- | ---- | ---- |
| 1    | ヴィッセル神戸   | 36   | 68   | 20   | 8    | 8    | +21      | 55   | 34   |
| 2    | 柏レイソル       | 36   | 68   | 21   | 5    | 10   | +17      | 59   | 42   |
| 3    | 横浜FC           | 36   | 67   | 18   | 13   | 5    | +20      | 40   | 20   |
| 4    | ベガルタ仙台     | 36   | 60   | 17   | 9    | 10   | +29      | 58   | 29   |
| 5    | サガン鳥栖       | 36   | 54   | 14   | 12   | 10   | +7       | 47   | 40   |
| 6    | コンサドーレ札幌 | 36   | 51   | 14   | 9    | 13   | +1       | 54   | 53   |

第4クールでは神戸・柏・横浜FCの昇格争い、仙台・鳥栖の4位争い、札幌・東京Vの6位争いという図式になる。一時は神戸・横浜FCが柏を引き離しにかかるが柏が再び追いつき、昇格争いが完全に3チームに絞られた第49節終了時点では横浜FC・柏・神戸の1~3位がそれぞれ勝ち点1差となっていた（上位があまりに混戦のため、鳥栖は優勝・自動昇格・J1・J2入れ替え戦出場の可能性がこの節で一気に3つとも消滅する事態となった）。第50節では横浜FC・神戸が引き分け、柏が負けて、横浜FCを勝ち点差2で神戸・柏が追いかける形で第51節を迎える。
| 順位 | チーム         | 勝点 | 試合 | 勝利 | 引分 | 敗戦 | 得点 | 失点 | 得失点差 | 備考        |
| ---- | -------------- | ---- | ---- | ---- | ---- | ---- | ---- | ---- | -------- | ----------- |
| 1    | 横浜FC         | 87   | 46   | 24   | 15   | 7    | 58   | 32   | +26      |             |
| 2    | ヴィッセル神戸 | 85   | 46   | 25   | 10   | 11   | 75   | 49   | +26      |             |
| 3    | 柏レイソル     | 85   | 46   | 26   | 7    | 13   | 79   | 57   | +22      |             |
| 4    | サガン鳥栖     | 76   | 46   | 21   | 13   | 12   | 62   | 48   | +14      | 4位以下確定 |

## 第51節

### 第51節 概要
この節の上位3チームの試合は以下の通り（太字がJ1自動昇格の可能性があるチーム）。
- サガン鳥栖 – 横浜FC（鳥栖スタジアム・14:00開始）
- ヴィッセル神戸 - 湘南ベルマーレ（神戸ウイングスタジアム・16:00開始）
- 柏レイソル - コンサドーレ札幌（日立柏サッカー場・16:00開始）

この節に昇格の可能性があるのは首位の横浜FCだけである。横浜FCの昇格条件は以下の通り。
- 横浜FCが勝利し、神戸・柏のいずれかが引き分け以下の場合。
  - 横浜FCが引き分け以下の場合、神戸・柏の結果に関わらず第51節での昇格決定はなし。
  - 神戸・柏とも引き分け以下の場合横浜FCの優勝決定。

### 鳥栖‐横浜FC戦
鳥栖にとってはこの年限りでの勇退が発表されたばかりの監督の松本育夫の本拠地ラストゲーム。横浜FCは今節にも昇格が決まるとあって、雨の中での試合であったが12,000人近くの観客を集めての試合となった。
鳥栖は前半から1年かけて形にしてきたポゼッションサッカーで優位にゲームを進めるが、横浜FCの固い守備の前に点を取るまでには至らなかった。後半に入ると横浜FCが切り札のアレモンを投入して流れを掴み、後半32分にそのアレモンのゴールで先制。そのまま1-0で勝利。つい数年前にはJ2で最下位争いをしていたチーム同士が互いに成長の跡を見せた好ゲームであった。
横浜FCは今節での昇格への最低条件をクリア。あとは残り2試合の結果待ちとなった。
この時点での順位表
| 順位 | チーム         | 試合 | 勝点 | 勝利 | 引分 | 敗戦 | 得失点差 | 得点 | 失点 |
| ---- | -------------- | ---- | ---- | ---- | ---- | ---- | -------- | ---- | ---- |
| 1    | 横浜FC         | 47   | 90   | 25   | 15   | 7    | +27      | 59   | 32   |
| 2    | ヴィッセル神戸 | 46   | 85   | 25   | 10   | 11   | +26      | 75   | 49   |
| 3    | 柏レイソル     | 46   | 85   | 26   | 7    | 13   | +22      | 79   | 57   |

### 神戸‐湘南戦・柏‐札幌戦
前半32分、まず柏が山根巌のゴールで先制。一方、神戸は前半36分に湘南のアジエルに先制ゴールを許してしまう。
※前半終了時点
神戸 0 – 1 湘南

柏 1 – 0 札幌
このまま終了すると横浜FCの昇格決定となる。
後半9分、柏は石川直樹のゴールで2点目を挙げ、勝負ありと思われたが、その後得点を許し、痛恨の逆転負けを喫してしまう。
一方、神戸は後半になるとエンジンがかかりだし、28分に栗原圭介、ロスタイムには田中英雄が逆転ゴールを挙げる。ところが、こちらもここ4試合勝ち星なしの神戸はその直後に加藤望の同点ゴールを許し、手中にしていた勝利を手放してしまう。
※結果
神戸 2 – 2 湘南

柏 2 – 3 札幌
神戸と柏が両方とも勝てなかったことにより、横浜FCのJ1昇格並びにJ2優勝が決定した。横浜フリューゲルスの消滅から8年。当時からのサポーターにとっては悲願の昇格である。一方、神戸と柏は残る自動昇格枠1を巡って、最終節を迎えることになった。
| 順位 | チーム         | 勝点 | 試合 | 勝利 | 引分 | 敗戦 | 得点 | 失点 | 得失点差 | 備考               |
| ---- | -------------- | ---- | ---- | ---- | ---- | ---- | ---- | ---- | -------- | ------------------ |
| 1    | 横浜FC         | 90   | 47   | 25   | 15   | 7    | 59   | 32   | +27      | J1昇格・J2優勝決定 |
| 2    | ヴィッセル神戸 | 86   | 47   | 25   | 11   | 11   | 77   | 51   | +26      |                    |
| 3    | 柏レイソル     | 85   | 47   | 26   | 7    | 14   | 81   | 60   | +21      |                    |

## 第52節
この節の神戸・柏の試合は以下の通り（太字が自動昇格可能性のあるチーム。横浜FCはすでに優勝が決まったため省略）。
- ベガルタ仙台 - ヴィッセル神戸（ユアテックスタジアム仙台・14:00開始）
- 湘南ベルマーレ - 柏レイソル（平塚競技場・14:00開始）

昇格条件は、神戸は勝てば無条件で、引き分け以下の場合でも柏が勝てなければほぼ昇格決定となる（神戸負け、柏引き分けの場合でも神戸が5点以上の差で負けない限り神戸が得失点差で上位になる）。柏は得失点差の関係で、事実上自分が勝ち且つ、神戸が引き分け以下の場合しか昇格の望みはなくなっていた（なお、柏監督の石崎信弘は過去3回勝ち点差1でJ1昇格を逃しており、神戸と柏が同じ勝敗だと4回目の悲劇を味わうことになる）。
試合の方は、神戸が前半11分に仙台に先制ゴールを許してしまう。5試合勝ち星のない神戸は元々固かった選手の動きがさらに固くなってしまい、後半19分にはロペスに2点目を許してしまう。後半44分に近藤祐介のゴールで1点は返すが時すでに遅く、結局敗れてしまう。
一方平塚では「ノブリンの呪い」を何としても祓おうと、遠征メンバー以外も含めた柏の全選手が集結し、サポーターもスタンドの半分を埋めるぐらいに集まっていた。前半は湘南に押し込まれる場面も目立ったがこれを無失点にしのぎ、前半33分にフランサのゴールで先制する。後半に入ると勢いに乗った柏が一方的に攻めるようになり、8分には前節もゴールを挙げた石川が、19分にはリカルジーニョが得点し、3-0で勝利を収める。
この結果、柏のJ1昇格と、神戸の入れ替え戦出場が決まった。最悪の状態で入れ替え戦を迎える神戸はバクスターが家庭の事情で退団してから実際の指揮を執ってきたコーチのファン・ペドロ・ベナーリを事実上更迭し、名目上監督を務めてきた、対戦相手のアビスパ福岡をこの年途中まで率いていた松田浩に全権を託して入れ替え戦に臨むことになった。
| 順位 | チーム         | 勝点 | 試合 | 勝利 | 引分 | 敗戦 | 得点 | 失点 | 得失点差 | 備考           |
| ---- | -------------- | ---- | ---- | ---- | ---- | ---- | ---- | ---- | -------- | -------------- |
| 1    | 横浜FC         | 93   | 48   | 26   | 15   | 7    | 61   | 32   | +29      | J1昇格・J2優勝 |
| 2    | 柏レイソル     | 88   | 48   | 27   | 7    | 14   | 84   | 60   | +24      | J1昇格         |
| 3    | ヴィッセル神戸 | 86   | 48   | 25   | 11   | 12   | 78   | 53   | +25      | 入れ替え戦へ   |